# ダニーディン (軽巡洋艦)
ダニーディン (HMS Dunedin) はイギリス海軍の軽巡洋艦。ダナイー級（D級）

## 艦歴
1917年11月5日起工。1818年11月19日進水。1919年9月13日竣工。大西洋艦隊の第1巡洋艦戦隊に編入。
1923年、巡洋戦艦「フッド」、「レパルス」と同型艦4隻と共に世界巡航に出発。1924年4月にニュージーランドに着くと「ダニーディン」はニュージーランド戦隊に転属となり、ニュージーランドに残った。1928年、「ダニーディン」と軽巡洋艦「Diomede」はマウ運動の起きていたサモアへ派遣された。1931年2月の地震の際は「ダニーディン」は「Diomede」とともに物資を積み医師、看護婦を乗せてネーピアへ急行した。1927年と1931年に「ダニーディン」は改修のためイギリスに戻っている。1936年、「ダニーディン」はスチュアート島へワイタンギ条約の写しの捜索に派遣されたが、何も見つからなかった。「ダニーディン」はイギリスへの帰還命令を受けて1937年2月15日にオークランドを離れ、3月29日にポーツマスに着いた。
1937年、ジョージ6世戴冠記念観艦式に参列。
第二次世界大戦では最初は北方哨戒隊で活動し、次いでアメリカ・西インド艦隊に移った。1940年2月6日に「ダニーディン」はポーツマスから出航し、「Diomede」とともにバミューダへ向かった。荒れた海で、2月12日にはオイルタンクに塩水が入ったことで「ダニーディン」は止まってしまい、別の日には「ダニーディン」のボートが1隻失われた。2月17日、バミューダに着いた。3月2日、「ダニーディン」はウィンドワード海峡でドイツ船「Heidelberg」を発見。同船乗員は自沈を図り、船に火をつけた。「ダニーディン」は25名ほどを収容し、それから6インチ砲を撃ち込んだ。「Heidelberg」は数時間燃えた後、沈没した。3月8日、今度はモナ海峡西側でドイツ船「ハノーファー」を発見。同船も自沈を試みたが、「ダニーディン」側は浸水を止め火災を抑え込んだ。その後「ダニーディン」は「ハノーファー」を曳航してキングストンへ向かい、カナダ駆逐艦「ケンペンフェルト」の助けも受けて3月13日に到着した。6月と7月、「ダニーディン」はヴィシー側のマルティニークを封鎖した。9月、「ダニーディン」はイギリスに戻った。
12月23日から「ダニーディン」はWS5A船団を護衛した。12月25日に船団はドイツ巡洋艦「アドミラル・ヒッパー」の攻撃を受けたが、「ダニーディン」は交戦はしていない。その際に船団とはぐれた「ダニーディン」はジブラルタルで燃料補給を行った後、1941年1月3日に船団に再び加わり、5日にフリータウンに到着した。「ダニーディン」はバサーストへ行き、兵士と航空兵50名を上陸させ、1月22日にフリータウンを離れてジブラルタルへ向かった。ジブラルタルからは2隻の船「Kenya」と「Sobieski」を護衛し、2月22日にクライド湾に到着した。
1941年4月20日、フリータウンに到着。それから「Empress of Japan」と「Monarch of Bermuda」を護衛してジブラルタルへ向かった。途中、ボイラーの管が破裂。修理に時間を要することから問題のあるボイラー1基が使用停止となった。
6月、「ダニーディン」は空母「イーグル」とともにドイツの補給線捜索に当たる。6月15日、「イーグル」のソードフィッシュが商船を発見。同機は射撃を受けたため爆撃を行い命中させた。その船はドイツの補給船「Lothringen」であり、その後「ダニーディン」が拿捕した。
6月30日、「ダニーディン」はヴィシーフランス船「Ville de Tamatave』を拿捕した。また、7月1日にもヴィシーフランス船「D'Entrecasteaux」を拿捕した。その後「ダニーディン」は再び「イーグル」とともに行動する。7月21日、「イーグル」搭載機が船を発見。その船はヴィシーフランス船「Ville de Rouen」で、同日深夜に「ダニーディン」に捕捉され、拿捕された。
11月24日、「ダニーディン」はSt. Paul's Rocksの東でドイツ潜水艦「U124」により沈められた。